# Sherlock and Co.
Sherlock & Co. es un pódcast de audiodrama británico que reinventa las historias de Sherlock Holmes de Sir Arthur Conan Doyle con ambientación moderna, presentado a través de la perspectiva del Dr. John Watson. El pódcast sigue a Watson, quien es retratado como un podcaster sobre crímenes reales y exmédico del ejército británico, mientras relata sus aventuras con el brillante detective Sherlock Holmes. Sherlock & Co. fue creada por Joel Emery, dirigida por Adam Jarrell y cuenta con Paul Waggott como el Dr. John Watson, Harry Attwell como Sherlock Holmes y Marta da Silva como Mariana “Mrs. Hudson” Ametxazurra.
La serie fue creada por Holy Smokes Audio en asociación con Goalhanger Podcasts, quienes encargaron el programa originalmente, y se lanzó en octubre de 2023, con episodios publicados semanalmente.
Goalhanger Podcasts es conocido por su programación de historia y política, y este el primer programa de ficción de la cadena.

## Formato
Cada episodio es narrado por el doctor John Watson, que actúa como editor y presentador del pódcast, aludiendo a su rol en las historias originales como cronista de los casos de Holmes. La perspectiva de Watson proporciona una narrativa de primera mano de los misterios, presentando las historias como grabaciones para una audiencia true crime. 

## Elenco

### Principal
- Paul Waggott como John Watson
- Harry Attwell como Sherlock Holmes
- Marta da Silva como Mariana " Señora Hudson " Ametxazurra

### Personajes recurrentes
- Archie
- Leigh McDonald como Carol Watson
- John Brannoch como Wiggins
- Adam Jarrell como Mike Stamford
- Sharon D. Clarke como Gwen Lestrade
- Ant McGinley como inspector detective Tom Gregson

## Episodios

### Lista de episodios
| Historia # | Episodio # | Título de la historia                    | Longitud de la historia | Título del episodio (en inglés)                | Fecha de publicación     | Duración del episodio (sin anuncios) |
| ---------- | ---------- | ---------------------------------------- | ----------------------- | ---------------------------------------------- | ------------------------ | ------------------------------------ |
| 1          | 1          | Mr. Sherlock Holmes                      | 1 episodio              | Mr. Sherlock Holmes                            | 10 de octubre de 2023    | 32m                                  |
| 2          | 2          | The Illustrious Client                   | 3 episodios             | The Edelweiss Murder                           | 10 de octubre de 2023    | 26m                                  |
| 2          | 3          | The Illustrious Client                   | 3 episodios             | The Woman Collector                            | 17 de octubre de 2023    | 24m                                  |
| 2          | 4          | The Illustrious Client                   | 3 episodios             | Janet Jackson and the Ming Dynasty             | 24 de octubre de 2023    | 44m                                  |
| 3          | 5          | The Noble Bachelor                       | 2 episodios             | The Disappearance of Harriet Doran             | 31 de octubre de 2023    | 32m                                  |
| 3          | 6          | The Noble Bachelor                       | 2 episodios             | Bloody Mary                                    | 7 de noviembre de 2023   | 23m                                  |
| 4          | 7          | The Problem of Thor Bridge               | 2 episodios             | The Killing of Matheus Gibson                  | 14 de noviembre de 2023  | 33m                                  |
| 4          | 8          | The Problem of Thor Bridge               | 2 episodios             | Death Do Us Part                               | 21 de noviembre de 2023  | 29m                                  |
| 5          | 9          | The Golden Pince-Nez                     | 3 episodios             | The Lamentable Death of Young Willoughby Smith | 28 de noviembre de 2023  | 26m                                  |
| 5          | 10         | The Golden Pince-Nez                     | 3 episodios             | The Dying Preacher                             | 5 de diciembre de 2023   | 25m                                  |
| 5          | 11         | The Golden Pince-Nez                     | 3 episodios             | The Killer is in the House                     | 12 de diciembre de 2023  | 32m                                  |
| 6          | 12         | The Blue Carbuncle                       | 2 episodios             | A Wild Goose Chase                             | 19 de diciembre de 2023  | 32m                                  |
| 6          | 13         | The Blue Carbuncle                       | 2 episodios             | Mad Tidings                                    | 26 de diciembre de 2023  | 31m                                  |
| 7          | 14         | The Cardboard Box                        | 2 episodios             | Happy New Ear(s)                               | 2 de enero de 2024       | 26m                                  |
| 7          | 15         | The Cardboard Box                        | 2 episodios             | The Bloody Barge                               | 9 de enero de 2024       | 32m                                  |
| 8          | 16         | The Red-Headed League                    | 3 episodios             | The Bad Actor and the Red Flags                | 16 de enero de 2024      | 31m                                  |
| 8          | 17         | The Red-Headed League                    | 3 episodios             | The Billionaires at the Opera                  | 23 de enero de 2024      | 27m                                  |
| 8          | 18         | The Red-Headed League                    | 3 episodios             | A Gun, A Motorbike and Waterloo Bridge         | 30 de enero de 2024      | 31m                                  |
| 9          | 19         | The Gloria Scott                         | 2 episodios             | He Came From the Land Down Under               | 6 de febrero de 2024     | 34m                                  |
| 9          | 20         | The Gloria Scott                         | 2 episodios             | Hunted to the Grave                            | 13 de febrero de 2024    | 47m                                  |
| 10         | 21         | The Solitary Cyclist                     | 2 episodios             | The Doxxing of Violet Carruthers               | 20 de febrero de 2024    | 39m                                  |
| 10         | 22         | The Solitary Cyclist                     | 2 episodios             | The Shotgun Wedding                            | 27 de febrero de 2024    | 39m                                  |
| 11         | 23         | The Creeping Man                         | 3 episodios             | The White Rat Killer                           | 5 de marzo de 2024       | 31m                                  |
| 11         | 24         | The Creeping Man                         | 3 episodios             | Live at the Apollo                             | 12 de marzo de 2024      | 32m                                  |
| 11         | 25         | The Creeping Man                         | 3 episodios             | Me, Myself and AI                              | 19 de marzo de 2024      | 24m                                  |
| 12         | 26         | The Retired Colourman                    | 2 episodios             | Paint the Town Dead                            | 26 de marzo de 2024      | 28m                                  |
| 12         | 27         | The Retired Colourman                    | 2 episodios             | Hide and Reek                                  | 2 de abril de 2024       | 28m                                  |
| 13         | 28         | Silver Blaze                             | 4 episodios             | Missing Like a Racehorse                       | 9 de abril de 2024       | 28m                                  |
| 13         | 29         | Silver Blaze                             | 4 episodios             | If the Shoe Fitz                               | 16 de abril de 2024      | 31m                                  |
| 13         | 30         | Silver Blaze                             | 4 episodios             | The Curious Incident                           | 23 de abril de 2024      | 28m                                  |
| 13         | 31         | Silver Blaze                             | 4 episodios             | Off to the Races                               | 30 de abril de 2024      | 28m                                  |
| 14         | 32         | The Reigate Squire                       | 2 episodios             | The Dark Arts                                  | 7 de mayo de 2024        | 30m                                  |
| 14         | 33         | The Reigate Squire                       | 2 episodios             | Fake It Until You Make It                      | 14 de mayo de 2024       | 30m                                  |
| 15         | 34         | A Case of Identity                       | 2 episodios             | Hate the Player, Not the Game                  | 21 de mayo de 2024       | 30m                                  |
| 15         | 35         | A Case of Identity                       | 2 episodios             | Fallen Angel                                   | 28 de mayo de 2024       | 37m                                  |
| 16         | 36         | The Dancing Men                          | 3 episodios             | We'll Meet Again                               | 4 de junio de 2024       | 34m                                  |
| 16         | 37         | The Dancing Men                          | 3 episodios             | Stalk the Stalk                                | 11 de junio de 2024      | 29m                                  |
| 16         | 38         | The Dancing Men                          | 3 episodios             | American Lonewolf in London                    | 18 de junio de 2024      | 30m                                  |
| 17         | 39         | Shoscombe Old Place                      | 3 episodios             | Gone Girl                                      | 25 de junio de 2024      | 32m                                  |
| 17         | 40         | Shoscombe Old Place                      | 3 episodios             | You've Got a Fast Car                          | 2 de julio de 2024       | 30m                                  |
| 17         | 41         | Shoscombe Old Place                      | 3 episodios             | A Bone to Pick                                 | 9 de julio de 2024       | 37m                                  |
| 18         | 42         | The Lion's Mane                          | 3 episodios             | The White Whale                                | 16 de julio de 2024      | 35m                                  |
| 18         | 43         | The Lion's Mane                          | 3 episodios             | Demon of the Sea                               | 23 de julio de 2024      | 33m                                  |
| 18         | 44         | The Lion's Mane                          | 3 episodios             | Death in the Soul                              | 30 de julio de 2024      | 33m                                  |
| 19         | 45         | The Three Students                       | 2 episodios             | A University Challenge                         | 6 de agosto de 2024      | 33m                                  |
| 19         | 46         | The Three Students                       | 2 episodios             | A Culprit on Campus                            | 13 de agosto de 2024     | 44m                                  |
| 20         | 47         | The Red Circle                           | 4 episodios             | The Best Adventure Ever                        | 20 de agosto de 2024     | 22m                                  |
| 20         | 48         | The Red Circle                           | 4 episodios             | The Italian Job                                | 27 de agosto de 2024     | 26m                                  |
| 20         | 49         | The Red Circle                           | 4 episodios             | Manhunt                                        | 3 de septiembre de 2024  | 29m                                  |
| 20         | 50         | The Red Circle                           | 4 episodios             | Badfellas                                      | 10 de septiembre de 2024 | 25m                                  |
| 21         | 51         | The Resident Patient                     | 3 episodios             | Crisis at the Clinic                           | 16 de septiembre de 2024 | 38m                                  |
| 21         | 52         | The Resident Patient                     | 3 episodios             | Night Terror                                   | 23 de septiembre de 2024 | 26m                                  |
| 21         | 53         | The Resident Patient                     | 3 episodios             | Ghosts of the Past                             | 30 de septiembre de 2024 | 30m                                  |
| 22         | 54         | The Sign of Four                         | 10 episodios            | Surakula                                       | 7 de octubre de 2024     | 49m                                  |
| 22         | 55         | The Sign of Four                         | 10 episodios            | There's Something about Mary                   | 14 de octubre de 2024    | 41m                                  |
| 22         | 56         | The Sign of Four                         | 10 episodios            | Murder He Note                                 | 21 de octubre de 2024    | 32m                                  |
| 22         | 57         | The Sign of Four                         | 10 episodios            | A Passage to India                             | 29 de octubre de 2024    | 41m                                  |
| 22         | 58         | The Sign of Four                         | 10 episodios            | Indiana Holmes and the Temple of Pondicherry   | 4 de noviembre de 2024   | 45m                                  |
| 22         | 59         | The Sign of Four                         | 10 episodios            | London Calling                                 | 11 de noviembre de 2024  | 39m                                  |
| 22         | 60         | The Sign of Four                         | 10 episodios            | Aurora                                         | 18 de noviembre de 2024  | 33m                                  |
| 22         | 61         | The Sign of Four                         | 10 episodios            | Not to be Sniffed at                           | 25 de noviembre de 2024  | 40m                                  |
| 22         | 62         | The Sign of Four                         | 10 episodios            | All the Small Things                           | 2 de diciembre de 2024   | 43m                                  |
| 22         | 63         | The Sign of Four                         | 10 episodios            | The Andalucia                                  | 9 de diciembre de 2024   | 51m                                  |
| 23         | 64         | The Three Gables                         | 3 episodios             | An Unwanted Quest                              | 17 de diciembre de 2024  | 38m                                  |
| 23         | 65         | The Three Gables                         | 3 episodios             | The Gossipmonger and the Solicitor             | 24 de diciembre de 2024  | 29m                                  |
| 23         | 66         | The Three Gables                         | 3 episodios             | Ghost of Christmas Past                        | 31 de diciembre de 2024  | 35m                                  |
| 24         | 67         | The Veiled Lodger                        | 2 episodios             | Snow Way Out                                   | 7 de enero de 2024       | 33m                                  |
| 24         | 68         | The Veiled Lodger                        | 2 episodios             | The Predator and its Prey                      | 14 de enero de 2024      | 39m                                  |
| 25         | 69         | Black Peter                              | 3 episodios             | Cabin in the Woods                             | 21 de enero de 2024      | 31m                                  |
| 25         | 70         | Black Peter                              | 3 episodios             | The Widow's Tale                               | 28 de enero de 2024      | 30m                                  |
| 25         | 71         | Black Peter                              | 3 episodios             | The Soul of the Mountain                       | 4 de febrero de 2025     | 28m                                  |
| 26         | 72         | Wisteria Lodge                           | 3 episodios             | The Vanishing Host                             | 11 de febrero de 2025    | 40m                                  |
| 26         | 73         | Wisteria Lodge                           | 3 episodios             | They Fell From the Sky                         | 18 de febrero de 2025    | 32m                                  |
| 26         | 74         | Wisteria Lodge                           | 3 episodios             | The Tiger of Damascus                          | 25 de febrero de 2025    | 33m                                  |
| 27         | 75         | The Norwood Builder                      | 4 episodios             | The Killer in the Kitchen                      | 4 de marzo de 2025       | 36m                                  |
| 27         | 76         | The Norwood Builder                      | 4 episodios             | Siege at the Museum                            | 11 de marzo de 2025      | 30m                                  |
| 27         | 77         | The Norwood Builder                      | 4 episodios             | Trial by Gunfire                               | 18 de marzo de 2025      | 30m                                  |
| 27         | 78         | The Norwood Builder                      | 4 episodios             | Mousetrap                                      | 25 de marzo de 2025      | 35m                                  |
| 28         | 79         | The Disappearance of Lady Frances Carfax | 3 episodios             | The Lady Doth Vanish                           | 1 de abril de 2025       | 35m                                  |
| 28         | 80         | The Disappearance of Lady Frances Carfax | 3 episodios             | Penny For Your Thoughts                        | 8 de abril de 2025       | 39m                                  |
| 28         | 81         | The Disappearance of Lady Frances Carfax | 3 episodios             | Pirates of the Mediterranean                   | 15 de abril de 2025      | 39m                                  |
| 29         | 82         | Charles Augustus Milverton               | 3 episodios             | The Slithering Serpent                         | 22 de abril de 2025      | 42m                                  |
| 29         | 83         | Charles Augustus Milverton               | 3 episodios             | Thieves in the Night                           | 29 de abril de 2025      | 37m                                  |
| 29         | 84         | Charles Augustus Milverton               | 3 episodios             | Part Three                                     | 6 de mayo de 2025        |                                      |

## Recepción
El pódcast fue reseñado por la crítica del Times Patricia Nicol como "un gran éxito que llena el vacío dejado por el drama de Benedict Cumberbatch".

## Premios
Sherlock & Co. ganó el premio ARIAS 2024 en The Radio Academy. El pódcast fue preseleccionado en la categoría de ficción en los British Podcast Awards 2024. También ganó el primer lugar en las encuestas de oyentes de Pod Bible 2023 en la categoría de drama de audio.